# バヤコア
バヤコア (Bayakoa) はアルゼンチン生まれの競走馬。アルゼンチンとアメリカ合衆国で調教を受け、1989年・1990年のブリーダーズカップ・ディスタフを連覇した。

## 略歴
アルゼンチンで1987年にデビュー。パレルモ大賞典の優勝を含む8戦3勝のあと、1988年にアメリカ合衆国へ移籍した。同年は1勝どまりだったが、1989年にはブリーダーズカップ・ディスタフを含むG1競走7勝を挙げ、1990年にはG1競走を4勝してブリーダーズカップ・ディスタフへ駒を進めた。3歳馬のゴーフォーワンドと一騎討ちになったが、最後の直線でゴーフォーワンドが故障発生し転倒するのを尻目に6馬身4分の3差で圧勝した。1991年は3戦0勝で引退。1989年と1990年にはエクリプス賞最優秀古馬牝馬を受賞した。
引退後はアメリカ合衆国で繁殖牝馬となったが4頭の産駒を残し1997年に蹄葉炎で死亡した。
1998年にはアメリカ競馬殿堂入りを果たした。競馬雑誌「ブラッド・ホース」による20世紀のアメリカ名馬100選では95位。

## おもな勝利
- 1987年：パレルモ大賞典（アルゼンチンG1）
- 1989年：サンタマルガリータ招待ハンデキャップ（アメリカG1）、アップルブロッサムハンデキャップ（アメリカG1）、ミレイディハンデキャップ（アメリカG1）、ヴァニティハンデキャップ（アメリカG1）、ラフィアンハンデキャップ（アメリカG1）、スピンスターステークス（アメリカG1）、ブリーダーズカップ・ディスタフ（アメリカG1）
- 1990年：サンタマリアハンデキャップ（アメリカG1）、サンタマルガリータハンデキャップ（アメリカG1）、ミレイディハンデキャップ（アメリカG1）、スピンスターステークス（アメリカG1）、ブリーダーズカップ・ディスタフ（アメリカG1）

## 血統表
孫のフォートラーンドは2012年のブリーダーズカップ・クラシックに優勝している。
| バヤコアの血統ボールドルーラー系 / Nasrullah 4×4×4 = 18.75% | バヤコアの血統ボールドルーラー系 / Nasrullah 4×4×4 = 18.75% | バヤコアの血統ボールドルーラー系 / Nasrullah 4×4×4 = 18.75% | （血統表の出典） | （血統表の出典） |
| 父 Consultants Bid 鹿毛 1977 アメリカ                       | 父の父Bold Bidder 1962 鹿毛 アメリカ                        | Bold Ruler                                                  | Nasrullah        | Nasrullah        |
| 父 Consultants Bid 鹿毛 1977 アメリカ                       | 父の父Bold Bidder 1962 鹿毛 アメリカ                        | Bold Ruler                                                  | Miss Disco       |                  |
| 父 Consultants Bid 鹿毛 1977 アメリカ                       | 父の父Bold Bidder 1962 鹿毛 アメリカ                        | High Bid                                                    | To Market        | To Market        |
| 父 Consultants Bid 鹿毛 1977 アメリカ                       | 父の父Bold Bidder 1962 鹿毛 アメリカ                        | High Bid                                                    | Stepping Stone   |                  |
| 父 Consultants Bid 鹿毛 1977 アメリカ                       | 父の母Fleet Judy 1963 鹿毛 アメリカ                         | Fleet Nasrullah                                             | Nasrullah        | Nasrullah        |
| 父 Consultants Bid 鹿毛 1977 アメリカ                       | 父の母Fleet Judy 1963 鹿毛 アメリカ                         | Fleet Nasrullah                                             | Happy Go Fleet   |                  |
| 父 Consultants Bid 鹿毛 1977 アメリカ                       | 父の母Fleet Judy 1963 鹿毛 アメリカ                         | Solid Miss                                                  | Solidarity       | Solidarity       |
| 父 Consultants Bid 鹿毛 1977 アメリカ                       | 父の母Fleet Judy 1963 鹿毛 アメリカ                         | Solid Miss                                                  | Henpecker        |                  |
| 母 Arlucea 1974 鹿毛 アルゼンチン                           | 母の父Good Menners 1966 鹿毛 アメリカ                       | Nashua                                                      | Nasrullah        | Nasrullah        |
| 母 Arlucea 1974 鹿毛 アルゼンチン                           | 母の父Good Menners 1966 鹿毛 アメリカ                       | Nashua                                                      | Segula           |                  |
| 母 Arlucea 1974 鹿毛 アルゼンチン                           | 母の父Good Menners 1966 鹿毛 アメリカ                       | Fun House                                                   | The Doge         | The Doge         |
| 母 Arlucea 1974 鹿毛 アルゼンチン                           | 母の父Good Menners 1966 鹿毛 アメリカ                       | Fun House                                                   | Recess           |                  |
| 母 Arlucea 1974 鹿毛 アルゼンチン                           | 母の母Izarra 1964 栗毛 アルゼンチン                         | Right of Way                                                | Honeyway         | Honeyway         |
| 母 Arlucea 1974 鹿毛 アルゼンチン                           | 母の母Izarra 1964 栗毛 アルゼンチン                         | Right of Way                                                | Magnificent      |                  |
| 母 Arlucea 1974 鹿毛 アルゼンチン                           | 母の母Izarra 1964 栗毛 アルゼンチン                         | Azpeitia                                                    | Corindon         | Corindon         |
| 母 Arlucea 1974 鹿毛 アルゼンチン                           | 母の母Izarra 1964 栗毛 アルゼンチン                         | Azpeitia                                                    | Bidasoa F-No. 9  |                  |